# Ефект здорового добровольця
Ефект здорового добровольця (англ. healthy volunteer effect) — це явище у сфері епідеміології та клінічних досліджень, коли особи, що добровільно беруть участь у дослідженнях або профілактичних заходах, загалом здоровіші й мають кращі показники способу життя, ніж середній представник населення.
Іншими словами, учасники-добровольці не є репрезентативною вибіркою загальної популяції, оскільки вони схильні більше піклуватися про власне здоров'я і частіше дотримуватися медичних рекомендацій. Це специфічний різновид селективного упередження(упередження вибірки), близький до поняття ефекту здорового працівника, де працююче населення статистично здоровіше за загальну популяцію.
Ефект здорового добровольця має як медичні, так і соціальні аспекти впливу: він може викривляти результати епідеміологічних спостережень, клінічних випробувань та соціальних досліджень, а також зумовлений соціально-демографічними характеристиками добровольців (рівень освіти, свідомість щодо здоров'я тощо).

## Історія виникнення ефекту здорового добровольця
Цей феномен вперше помічений у середині XX століття. Класичним прикладом є Фремінгемське дослідження (США), де ще понад 50 років тому зафіксували, що смертність серед осіб, які відмовилися від участі, була вищою, ніж серед тих, хто взяв участь у дослідженні
.
Дослідники припустили, що з часом ці відмінності можуть зменшуватися, але сам факт різниці між учасниками і відмовниками став одним з перших свідчень існування ефекту здорового добровольця. В наступні десятиліття цей ефект набув широкого визнання.
До кінця XX ст. термін healthy volunteer effect вже використовували в епідеміологічній літературі, зокрема при аналізі довготривалих когорт. Наприклад, в 1990-і роки феномен здорового добровольця детально вивчався в рамках Adventist Health Studies та інших досліджень (див. приклади нижче).

## Прояви ефекту
Ефект здорового добровольця проявляється у відмінностях між учасниками досліджень і загальною популяцією за кількома параметрами:
1. Кращий загальний стан здоров'я
Учасники досліджень зазвичай мають нижчий рівень захворюваності та смертності порівняно із загальною популяцією. Серед них рідше зустрічаються хронічні хвороби, зокрема серцево-судинні.
Приклад: у Роттердамському дослідженні було показано, що особи з кардіоваскулярними факторами ризику рідше давали згоду на участь.
2. Соціально-демографічні відмінності
Добровольці у дослідженнях частіше є молодшими за середній вік цільової популяції, мають вищу освіту, перебувають у шлюбі та належать до соціально активніших груп.
Приклад: згідно з даними когортного дослідження, добровольці рідше зверталися за медичною допомогою протягом року.
3. Здоровіша поведінка та мотивація
Особи, які добровільно беруть участь у дослідженнях, зазвичай демонструють відповідальніше ставлення до власного здоров'я. Вони частіше ведуть активний спосіб життя, дотримуються здорового харчування, утримуються від куріння або мають менший рівень споживання шкідливих речовин.
Приклад: курці, які зголосилися до участі у дієтичному експерименті, мали нижчий індекс маси тіла, більше займалися спортом та споживали більше вітамінів, ніж середньостатистичні курці.

## Вплив на результати досліджень
Наявність ефекту здорового добровольця може суттєво впливати на результати епідеміологічних досліджень.
Найперше страждає репрезентативність вибірки: якщо учасники здоровіші за середню популяцію, отримані показники захворюваності чи смертності будуть зміщені вниз. Це може призвести до недооцінки або переоцінки поширеності хвороб і розладів у дослідженні порівняно з реальною популяцією, а також спотворити оцінки асоціацій між факторами ризику та наслідками для здоров'я
.
Наприклад, якщо в дослідженні добровольці майже не курять і більш фізично активні, можна помилково занижити ризик захворювання, пов'язаний із курінням чи гіподинамією, у загальній популяції.
Ефект здорового добровольця особливо підриває зовнішню валідність (генералізацію) результатів: висновки, отримані на вибірці надто здорових людей, можуть не відображати реальну картину середнього населення.
В одному аналізі когортних даних було показано, що внутрішні порівняння всередині вибірки добровольців можуть лишатися валідними, однак при порівнянні з зовнішніми даними спостерігається систематичне зміщення через відбір. Окрім того, низький базовий ризик серед учасників може вплинути і на силу дослідження. Зокрема, у рандомізованих профілактичних випробуваннях спостерігалося менше випадків захворювань чи смертей, ніж очікувалося за розрахунками, що пояснюється відносним «здоров'ям» добровольців. Такий дефіцит подій може зменшити статистичну потужність дослідження і ускладнити виявлення ефектів, якщо при плануванні виходили з загальнонаселеної частоти подій. Наприклад, у великому скринінговому дослідженні у Великій Британії фактична смертність виявилася лише близько третини від очікуваної, що могло б поставити під загрозу досягнення кінцевої точки, якби це не було враховано в дизайні.
Таким чином, ефект здорового добровольця може спотворювати результати (через систематичну помилку відбору) та знижувати зовнішню валідність епідеміологічних досліджень, якщо не вжити заходів для його оцінки і корекції.

## Мінімізація ефекту здорового добровольця
Щоб мінімізувати ефект здорового добровольця або скоригувати його вплив, застосовують низку сучасних методологічних та статистичних підходів. Нижче наведено основні з них:
- Репрезентативний відбір і заохочення участі

На етапі набору учасників варто максимально зменшувати самовідбір. Один із підходів — випадкова вибірка запрошень з цільової популяції замість оголошення відкритого набору. Наприклад, у великому британському скринінговому випробуванні UKCTOCS організатори не дозволяли самостійно зголошуватися на участь, а випадковим чином запросили понад 1,2 мільйона жінок з реєстрів, щоб підвищити представництво різних верств.
Інший аспект — максимізація відгуку: багаторазові нагадування, зручний формат обстеження (виїзні бригади, мобільні клініки), компенсації витрат та інші стимули можуть залучити до дослідження тих, хто інакше відмовився б (людей старшого віку, менш мобільних або менш мотивованих). Підвищення загального відсотка участі та усунення бар'єрів для «менш здорових» кандидатів допомагає зменшити початкове зміщення вибірки.
- Оцінка відбору та статистична корекція

Дослідники застосовують методи аналізу неучасників або загальної популяції, щоб кількісно оцінити і поправити ефект здорового добровольця.
Якщо доступні будь-які дані про осіб, що відмовились (наприклад, з медичних реєстрів чи коротких анкет), їх порівнюють з даними учасників. Це дозволяє виявити, наскільки сильно вибірка зміщена за віком, статтю, хворобами тощо, і внести поправки. Один зі статистичних методів — зважування спостережень за ймовірністю участі. Дослідники UK Biobank побудували модель ймовірності участі на основі демографічних даних перепису і застосували inverse probability weighting: після такого зважування близько 87 % упередження вдалося усунути.
Подібним чином можна проводити постстратифікацію вибірки до структур загальної популяції чи використовувати багатовимірне регресійне моделювання з врахуванням факторів, які відрізняють добровольців (вік, стать, освіта, спосіб життя тощо). Важливо підкреслити, що такі методи лише частково компенсують виміряні відмінності; приховані (невиміряні) фактори все одно можуть зберігати певне зміщення.
Тому комплексне оцінювання відмінностей і комбінування кількох методів корекції підвищує надійність.
- Адаптація дизайну та аналізу результатів

Знаючи про існування ефекту здорового добровольця, дослідники можуть на випередження коригувати дизайн дослідження та інтерпретацію даних. Наприклад, при плануванні обсягу вибірки варто закладати певний резерв: очікувати, що рівень подій (захворювань, смертей) у добровольцях буде меншим за популяційний. Автори згаданого випробування UKCTOCS рекомендували використовувати скориговані (занижені) оцінки смертності добровольців при розрахунку необхідної кількості учасників і тривалості спостереження, щоб забезпечити достатню статистичну потужність.
По-друге, план аналізу може включати перевірку стабільності результатів щодо потенційного зміщення: окремо аналізувати ранні і пізні періоди спостереження (ефект може бути найсильнішим на початку і згладжуватися з часом), проводити чутливі аналізи з різними припущеннями щодо «відсутніх» менш здорових осіб тощо.
- Прозорість і визнання обмежень

На етапі публікації результатів дослідники зазвичай відкрито обговорюють можливість наявності ефекту здорового добровольця як одного з обмежень свого дослідження. Це є ознакою належної наукової практики — вказати, що вибірка могла бути не повністю репрезентативною, і закликати до обережного ставлення щодо узагальнення результатів. Також у розділах «Обговорення» часто пропонуються подальші дослідження, які б охопили тих, хто не брав участь, або використали б інші методи для перевірки гіпотез.
Хоча ефект здорового добровольця повністю усунути неможливо (адже завжди існуватиме певна різниця між тими, хто вирішив взяти участь, і тими, хто ні), комбінування згаданих підходів значно підвищує достовірність та об'єктивність висновків. Розуміння цього ефекту є частиною підготовки епідеміологів і клінічних дослідників, щоб результати науки були максимально наближені до реальної картини здоров'я населення.

## Приклади епідеміологічних досліджень з ефектом здорового добровольця
1. Adventist Health Study (AHS) — велике проспективне дослідження, розпочате у 1970-х роках у США, яке спеціально проаналізувало ефект здорового добровольця. Було виявлено, що протягом перших років спостереження загальна смертність серед тих, хто не відповів на детальну анкету, була в ~2,5 раза вищою, ніж серед респондентів, але за 5–6 років різниця поступово зменшилась до відносного ризику ~1,4. Згодом було встановлено, що значна частина початкової різниці пояснюється менш здоровим стилем життя та тим, що частина людей не приєдналася через вже наявні проблеми зі здоров'ям. Автори зробили висновок, що внутрішні аналізи в межах когорт AHS не зазнають суттєвого зміщення, але порівняння з зовнішніми групами (або з загальною популяцією) можуть бути упередженими через цей ефект[2].
2. Скринінгові випробування (PLCO, UKCTOCS). У профілактичних дослідженнях ефект здорового добровольця особливо помітний. PLCO (Prostate, Lung, Colorectal and Ovarian Cancer Screening Trial) у США та UKCTOCS (UK Collaborative Trial of Ovarian Cancer Screening) у Великій Британії продемонстрували, що волонтери, які погодилися на скринінгові обстеження, були в середньому здоровішими за загальну популяцію і мали нижчу загальну смертність. Зокрема, в UKCTOCS за ~5,5 років спостереження стандартизований показник смертності (SMR) учасниць становив лише 37 % від очікуваного за національною статистикою — тобто смертність у три рази нижча, ніж серед жінок того ж віку в цілому по країні. Це при тому, що учасниць набирали через випадкові запрошення, отже повністю уникнути ефекту не вдалося. У PLCO також підтверджено, що добровольці на скринінг загалом здоровші і мають менший ризик смерті, ніж середнє населення, що відповідно вимагало корекції очікуваних результатів дослідження[5].
3. Когорта промислових робітників (Ізраїль). У 1985 році в Ізраїлі розпочато дослідження серед працівників індустріальних підприємств, аби з'ясувати, чи проявляється ефект здорового добровольця в робочій популяції. Виявилося, що серед працівників, які добровільно пройшли профілактичний скринінг (близько 72 % вибірки), показник смертності був значно нижчим, ніж у тих, хто від участі відмовився. За 8 років спостереження стандартизована смертність у групі учасників склала ~71 % від популяційної, тоді як у неучасників — близько 99 % (майже на рівні загального населення). Після поправки на вік, виробництво та інші фактори ризик смерті в учасників був на ~31 % нижчим, ніж у відмовників (відношення ризиків 0,69; 95 % ДІ 0,51–0,94). Цей «здоровий доброволець» серед працюючих зберігався протягом усього періоду спостереження, хоча з часом трохи слабшав. Дане дослідження підтвердило, що навіть в однорідній групі працевлаштованих людей охочі пройти додаткове обстеження становлять підгрупу зі сприятливішим станом здоров'я, що потрібно враховувати при оцінці даних скринінгів на виробництві [7].
4. Інтервенційне дослідження серед курців. Thomson та співавт. (США, 2005) проаналізували вибірку 136 дорослих курців, які зголосилися взяти участь у дослідженні впливу дієти, щоб перевірити, чи є серед них «ефект здорового добровольця». Результати підтвердили, що курці-волонтери були більш здоровими, ніж типові курці за низкою показників: у них був нижчий середній ІМТ, рідше зустрічалося ожиріння, вони витрачали в середньому 15,4 год на тиждень на фізичну активність, споживали менше жирів і холестерину та більше вітамінів (С, бета-каротину тощо) з їжею. В їхній крові також були вищі рівні антиоксидантів, ніж у середньому у курців за даними національного опитування NHANES. Ці факти яскраво демонструють наявність здорового добровольчого відбору: навіть серед групи ризику (курців) до дослідження схильні долучатися ті, хто вже дотримується відносно здоровішого режиму. Автори застерегли, що при плануванні подібних випробувань серед курців необхідно враховувати можливе зміщення вибірки і коригувати розрахунок обсягу вибірки та інтерпретацію ефектів з огляду на здоровішу поведінку учасників[3].
5. UK Biobank (Велика Британія). UK Biobank — це сучасна біомедична база даних ~500 тисяч добровольців, яка стала об'єктом дослідження методологічних упереджень. Аналіз 2024 року показав, що через добровольчий характер набору даних ряд статистичних асоціацій був зміщений. Зокрема, деякі зв'язки, оцінені на незважених даних Biobank, настільки спотворені, що мали б протилежний знак в репрезентативній вибірці (наприклад, старші учасники Biobank в середньому демонстрували кращий стан здоров'я, тоді як у загальному населенні більш старший вік зазвичай асоціюється з гіршим здоров'ям). Дослідники розрахували вагові коефіцієнти на основі перепису населення і застосували їх до вибірки Biobank. Зважений аналіз зміг усунути приблизно 87 % виявленого упередження добровольців. Однак залишкові відмінності все ж існували, а ефективний розмір вибірки після поправки фактично знизився до ~32 % від номінального. Цей приклад демонструє, як сучасні великі біобанки стикаються з ефектом здорового добровольця, та показує один із шляхів корекції — статистичне зважування, щоб забезпечити більш коректні оцінки і покращити зовнішню валідність отриманих висновків.